# Hylemonella
Hylemonella es un género de bacterias grampositivas de la familia Comamonadaceae. Actualmente sólo contiene una especie: Hylemonella gracilis. Fue descrita en el año 2004. Su etimología hace referencia al microbiólogo Phillip B. Hylemon. El nombre de la especie hace referencia a fino. Anteriormente conocida como Aquaspirillum gracile y Spirillum gracile. Es aerobia y móvil por flagelos bipolares. Tiene forma de espirilla, con un tamaño de 0,25-0,3 μm de diámetro. Catalasa y oxidasa positivas. Temperatura de crecimiento entre 15-42 °C. Se ha aislado de un estanque de agua dulce. 